# Francis Houtteman
Francis Houtteman est un comédien, chansonnier et marionnettiste belge né le 28 décembre 1944 à Dottignies et décédé le 26 avril 2014 à Tournai.

## Biographie
Licencié en études théâtrales, il sera aussi chanteur, régisseur et metteur en scène.

## Scénographie
À 17 ans, il a fondé un groupe vocal de jeunes de sa génération, Les Escoliers. Ce groupe a accompagné Eddy Mitchell et Les Chaussettes Noires. À Tourinnes-la-Grosse, village du Brabant wallon, il met en scène un jeu théâtral interprété par les habitants. En 1986, il fonde à Tourinnes le Créa-théâtre, un théâtre de marionnettes qui s'installe ensuite à Tournai. Il donne de très nombreux spectacles belges et internationaux jusqu'en 2010. Cette année-là, il quitte la direction du Créa-théâtre, mais reste actif dans le domaine du spectacle.

## Filmographie
- 1981 : À hauteur d'homme de Jean-Marie Piquint